# Ян Фірлей (волейболіст)
Ян Фірлей (пол. Jan Firlej; нар. 26 вересня 1996) — польський волейболіст, пасувальник (розігруючий), гравець збірної Польщі та клубу польської Плюс Ліги «Про́єкт» (Варшава). Володар Кубка виклику (2024).

## Життєпис
Грав у польських клубах «Чарні» (Радом, 2014—2015), ONICO (Варшава, 2015—2018), ГКС (Катовиці, 2019—2021), «Індикполь АЗС» (Ольштин, 2021—2022), а також бельгійському «Ліндеманс» Аалст, 2018—2019).
Любить робити подарунки

### Досягнення
У збірній
- переможець Ліги націй 2023,
- бронзовий призер Ліги націй 2022.

Клубні
- володар Кубка виклику ЄКВ 2024,
- призер чемпіонатів Польщі, Бельгії[3]